# Rhagoletotrypeta
Rhagoletotrypeta is een geslacht van insecten uit de familie van de Boorvliegen (Tephritidae), die tot de orde tweevleugeligen (Diptera) behoort.

## Soorten
- R. rohweri Foote, 1966
- R. uniformis Steyskal, 1981